# Madjiguène Cissé
Madjiguène Cissé (* 26. September 1951 in Dakar, Senegal; † 15. Mai 2023 ebenda) war eine senegalesische Frauenaktivistin, Sprecherin der französischen Sans-Papiers-Bewegung und Gründerin des Frauennetzwerks für nachhaltige Entwicklung in Afrika (Refdaf).

## Leben
Cissé wurde 1951 in Dakar geboren. Die Eltern waren zunächst Analphabeten und kamen vom Land in die Stadt, der ehrgeizige und fortschrittliche Vater brachte sich das Lesen selbst bei und machte den Führerschein. Das ermöglichte ihm unter der französischen Kolonialherrschaft als Schulbusfahrer zu arbeiten. Auf Betreiben des Vaters besuchte Cissé ab 1958 die französische Schule. 1968 nahm sie an Schülerstreiks und -demonstrationen teil. Nach dem Abitur begann sie 1972 an der grade neu gegründeten deutschen Abteilung der Universität von Dakar ein Studium der Germanistik, ab 1974 konnte sie durch ein Stipendium zwei Jahre in Saarbrücken studieren. Danach lebte sie wieder in Dakar und war als Deutschlehrerin am Gymnasium tätig. 1996 ging sie mit ihrer Tochter nach Paris, da diese dort studieren sollte. Obgleich seinerzeit noch mit legalem Aufenthaltsstatus schloss sie sich im März 1996 der aufkommenden Sans Papiers-Bewegung an und wurde rasch eine ihrer Sprecher. Seit 2000 lebt sie wieder in Dakar, wo sie das Frauennetzwerk Réseau des femmes pour le développement durable en Afrique (REFDAF) mitgegründet hat, dessen Leiterin sie wurde. Ziel der Organisation ist die Verbesserung der Lebensbedingungen von Frauen durch Verbesserung der Bildung, Vergabe von Mikrokrediten zur Verbesserung der ökonomischen Grundlagen und in jüngster Zeit auch die Gründung einer Frauensiedlung.

## Schriften
- Papiere für alle. Die Bewegung der Sans Papiers in Frankreich. Assoziation A Verlag, Hamburg 2002, ISBN 978-3-924737-45-0

## Auszeichnungen
- 1998: Carl-von-Ossietzky-Medaille der Internationalen Liga für Menschenrechte zusammen mit Les Collectifs des SANS-PAPIERS
- 2011: Markgräfin-Wilhelmine-Preis der Stadt Bayreuth